# Palawani szakállas disznó
A palawani szakállas disznó (Sus ahoenobarbus) az emlősök (Mammalia) osztályának párosujjú patások (Artiodactyla) rendjébe, ezen belül a disznófélék (Suidae) családjába és a Suinae alcsaládjába tartozó faj.
A Természetvédelmi Világszövetség (IUCN) mérsékelten fenyegetett fajként tartja számon ezt az állatot.

## Rendszertani besorolása
Ezt a disznófajt, korábban a szakállas disznó (Sus barbatus) alfajának vélték, de a filogenetikus fajfogalom értelmében önálló faji rangot kapott. Azonban, hogy biztosra menjenek a két faj különválasztásában a biológusok további kutatásokat kell, hogy elvégezzenek.

## Előfordulása
A palawani szakállas disznó a Fülöp-szigetek endemikus disznófaja. Ez az állat csak néhány szigeten fordul elő: a nevét adó Palawanon, valamint Balabac-szigeten és a Calamian szigetcsoporton.

## Megjelenése
A fej-testhossza 100-160 centiméter, marmagassága 100 centiméter és testtömege 150 kilogramm.

## Fordítás
- Ez a szócikk részben vagy egészben  a   Palawan bearded pig című angol Wikipédia-szócikk ezen változatának fordításán alapul.  Az eredeti cikk szerkesztőit annak laptörténete sorolja fel. Ez a jelzés csupán a megfogalmazás eredetét és a szerzői jogokat jelzi, nem szolgál a cikkben szereplő információk forrásmegjelöléseként.